# Niemand weet hoe laat het is
Niemand weet hoe laat het is is een studioalbum van Youp van 't Hek, uitgebracht in 1992. 
Het album bevat veertien liedjes met teksten van Van 't Hek. De liedjes zijn in speciale studio-setting, opnieuw opgenomen. De cd is gearrangeerd en geproduceerd door componist Ton Scherpenzeel en Bert Ruiter. 
Het album is opgenomen in Studio 88, Wisseloordstudio's, Bullet Sound en Studio ABT te Hilversum. 

## Nummers
| Nr. | Titel                        | Schrijver(s)                      | Duur |
| --- | ---------------------------- | --------------------------------- | ---- |
| 1.  | Niemand weet hoe laat het is | Youp van 't Hek, Ton Scherpenzeel | 3:53 |
| 2.  | Net kwam ik thuis            | Youp van 't Hek, Ton Scherpenzeel | 3:41 |
| 3.  | Sleutels                     | Youp van 't Hek, Ton Scherpenzeel | 3:10 |
| 4.  | Oude man                     | Youp van 't Hek, Ton Scherpenzeel | 2:57 |
| 5.  | Geslapen met de bruid        | Youp van 't Hek, Ton Scherpenzeel | 4:03 |
| 6.  | Niks meer te vieren          | Youp van 't Hek, Ton Scherpenzeel | 3:54 |
| 7.  | Niet verbaasd                | Youp van 't Hek, Ivo de Wijs      | 2:55 |
| 8.  | Kontzak                      | Youp van 't Hek, Jan Kokken       | 2:24 |
| 9.  | De klok                      | Youp van 't Hek, Ton Scherpenzeel | 3:58 |
| 10. | Praten via advocaten         | Youp van 't Hek, Jan Kokken       | 3:34 |
| 11. | In stilte                    | Ivo de Wijs, Pieter van Empelen   | 2:42 |
| 12. | Pijn Suzanne                 | Youp van 't Hek, Bert Ruiter      | 3:15 |
| 13. | Afgelopen                    | Youp van 't Hek, Ton Scherpenzeel | 2:40 |
| 14. | Dronken door de stad         | Youp van 't Hek, Hans van Gelder  | 4:20 |

## Musici
- Youp van 't Hek - tekst, zang
- Ton Scherpenzeel - compositie, arrangement, productie, piano, synthesizer, accordeon
- Mark Stoop - slagwerk
- Ton op 't Hof - slagwerk
- Harry Sacksioni - gitaar
- Age Kat - gitaar
- Daniel Sahuleka - gitaar
- Jan Vermeulen - basgitaar
- Jan Hollestelle - basgitaar
- Jan Kooper - saxofoon
- Marjolein Bonsel - cello
- Han Kapaan - hobo
- Carel Kraayenhof - bandoneon